# Chusua
Chusua is een geslacht van terrestrische orchideeën.  Het wordt door de meeste auteurs samengevoegd met het geslacht Ponerorchis.

## Naamgeving enetymologie
De wetenschappelijke naam Chusua is afgeleid van het Nepalees chu-swa, de plaatselijke naam voor deze orchideeën.